# La peau douce
La peau douce (Brasil: Um Só Pecado / Portugal: Angústia) é um filme de drama da França de 1964, realizado por François Truffaut.

## Resumo
Um editor e escritor de renome, Pierre Lachenay (Jean Desailly), ao viajar até á cidade de Lisboa para palestrar sobre Balzac, conhece a hospedeira de bordo (ou aeromoça, em um avião da Panair do Brasil), Nicole (Françoise Dorléac), por quem fica logo apaixonado.
Eles rapidamente envolvem-se, mas como Pierre é casado com Franca (Nelly Benedetti), com quem tem uma filha, Sabine (Sabine Haudepin), Pierre e Nicole mantêm o caso escondido de toda a gente, com Pierre a viajar em negócios como forma de estar com Nicole.

## Elenco
- Jean Desailly… Pierre Lachenay
- Françoise Dorléac… Nicole
- Nelly Benedetti… Franca Lachenay
- Daniel Ceccaldi… Clément
- Laurence Badie… Ingrid
- Philippe Dumat… Directeur cinéma Reims
- Paule Emanuele… Odile
- Maurice Garrel… Bontemps
- Sabine Haudepin… Sabine Lachenay

## Prémios e nomeações
- Ganhou o Prémio Bodil de Melhor Filme Europeu